# Prizy
Prizy település Franciaországban, Saône-et-Loire megyében. Lakosainak száma 56 fő (2022. január 1.). Prizy Saint-Julien-de-Civry, Amanzé, Oyé és Saint-Germain-en-Brionnais községekkel határos.

## Népesség
A település népességének változása:
| Lakosok száma | 69   | 71   | 73   | 64   | 60   | 58   | 56   | 55   | 56   |
|               | 2013 | 2015 | 2016 | 2017 | 2018 | 2019 | 2020 | 2021 | 2022 |